# Lutherstadt Eisleben
Lutherstadt Eisleben es un pueblo en Sajonia-Anhalt, Alemania. Famoso por ser el pueblo natal de Martín Lutero, cuyo apellido se inocorporó oficialmente al nombre original, Eisleben. Es la capital del distrito de Mansfelder Land, y en 2004 tenía una población de 21.062 habitantes. 

## Turismo
Las casas donde Lutero nació y falleció en Eisleben son Patrimonio de la Humanidad desde 1997, junto con otros lugares de Wittenberg relacionados con el reformador.